# Pebbelz Da Model
 Pebbelz Da Model é uma modelo americana, notória pelo tamanho de suas nádegas. Pebbelz é acusada de estar envolvida na morte de uma mulher no estado norte-americano da Geórgia que morreu após um implante ilegal realizado nas nádegas.